# Růženin lom

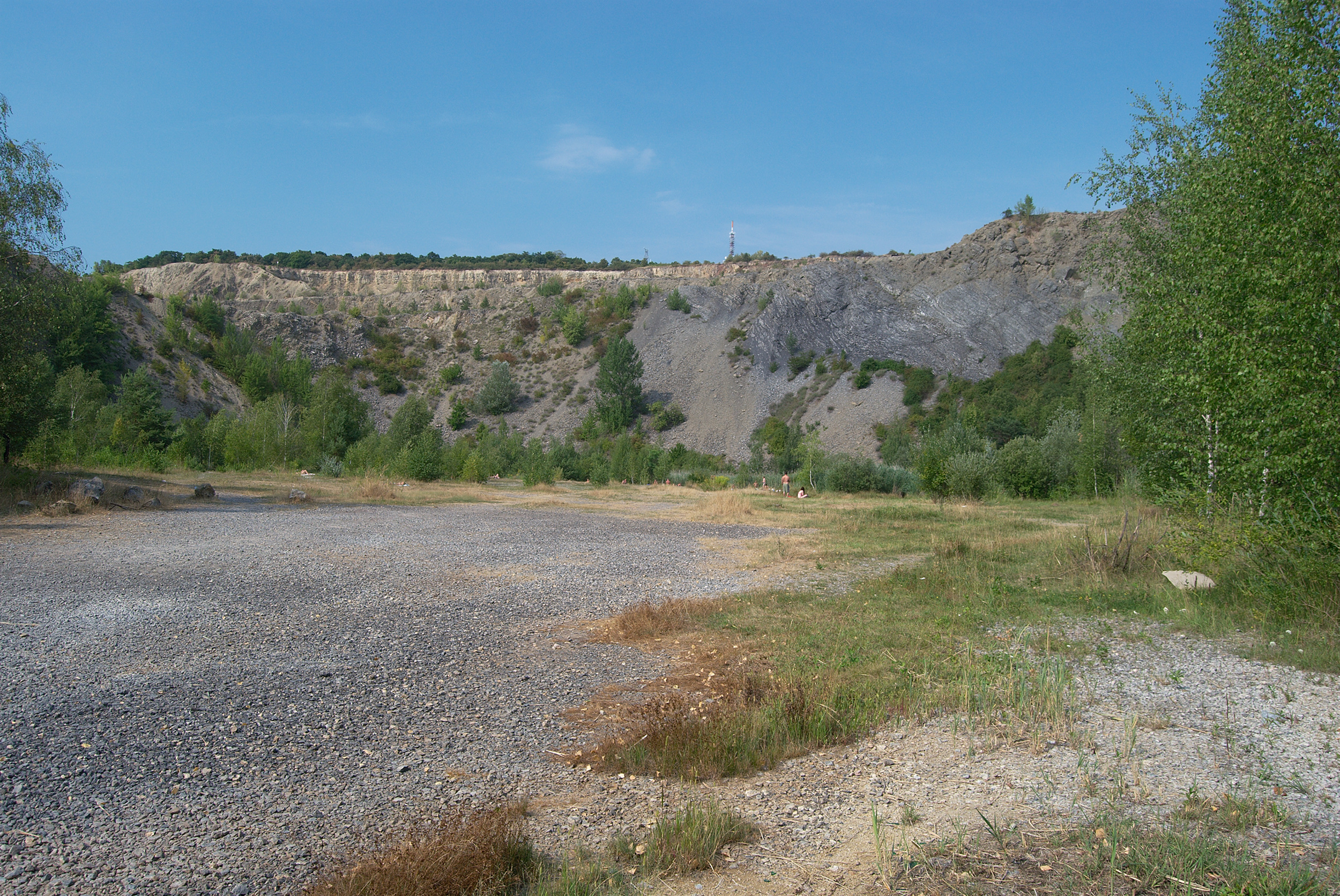
Celkový pohled na Růženin lom v Brně-Maloměřicích. Vyfotografováno od jihu.

Růženin lom je významný krajinný prvek na severovýchodním okraji Brna na úbočí masivu Hády. Je to částečně zatopený bývalý vápencový jámový lom a je součástí evropsky významné lokality Jižní svahy Hádů. Leží na katastrálním území Maloměřice (parcela č. 2377/28), nicméně nejbližší zástavbou je sídliště Líšeň, a proto veřejnost často vnímá Růženin lom jako součást této čtvrti. V lomu se nachází několik malebných jezírek napájených vydatným pramenem, s relativně kvalitní vodou.

## Význam a využití
Růženin lom měl být po skončení těžby ve druhé polovině 20. století zavezen slínkovým popílkem, ale odhalení pramene a následný vznik jezírek tomu zabránily. Místo toho se v tomto biotopu, v kontextu okolní suché krajiny jedinečném, vyvinul cenný a druhově bohatý ekosystém se zastoupením jak rostlin a živočichů vázaných na vodu, tak teplomilných druhů z okolní stepi. V Růženině lomu nadále probíhá soustavná šetrná rekultivace, během níž jsou zejména odstraňovány plevelné náletové porosty a tím uvolňován prostor pro vzácné lokální druhy.
Přestože je Růženin lom z důvodu ochrany přírody oficiálně uzavřený a fyzicky přístupný pouze mezerami v oplocení, je pro svou přirozenou atraktivitu využíván veřejností pro rekreaci, v letních měsících i velmi intenzivně. Lokalita je oblíbená mj. mezi nudisty. Ekologickou zátěží je zejména koupání v jezírcích (rušení fauny, sléhání vegetace, smývání krémů do vody) a venčení psů. Správci území z Pozemkového spolku Hády (základní organizace ČSOP) se snaží pomocí informačních panelů, umístěných na vstupu do lomu i přímo v něm, seznámit návštěvníky s hodnotami území a tím je motivovat k ohleduplnému chování. Za tím účelem zde spolek také vybudoval naučnou „Stezku rákosím“ na povalovém chodníku a jedno zastavení (infopanel) v rámci okolo vedoucí naučné stezky Hádecké lomy a okolí.

## Dopravní dostupnost
Kolem lomu vede zpevněná cesta propojující Maloměřice (ulice Hády, zastávka Červený písek) a Líšeň (křižovatka ulic Jedovnická a Novolíšeňská, poblíž zastávek Velká Klajdovka a Podbělová). Příjezd automobilem k bráně do lomu je možný pouze od Líšně a je formálně omezen (zákaz vjezdu mimo dopravní obsluhu). Lom samotný je dostupný pouze pro pěší.

## Galerie

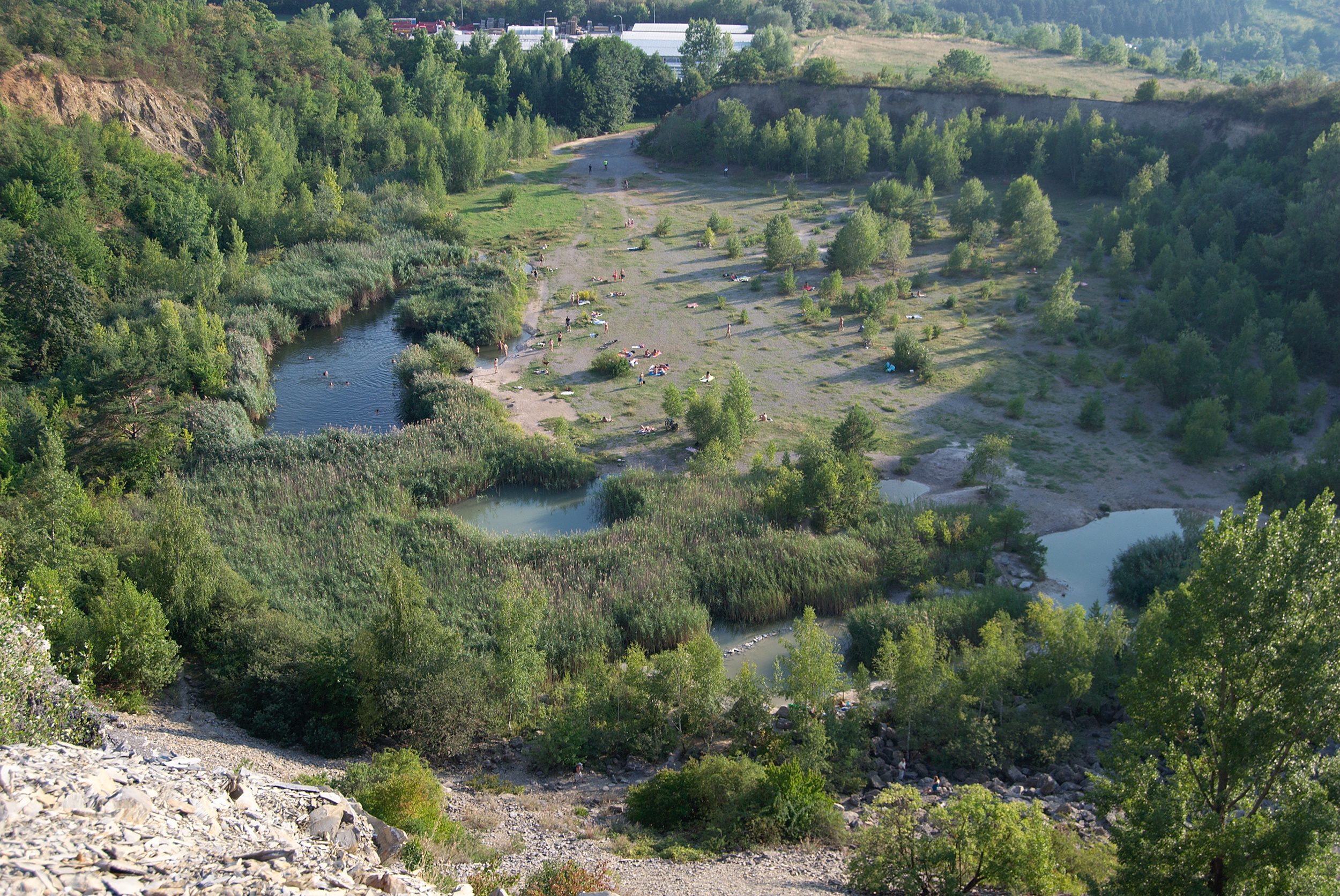
Celkový pohled na jezírka v Růženině lomu ze skály od severu
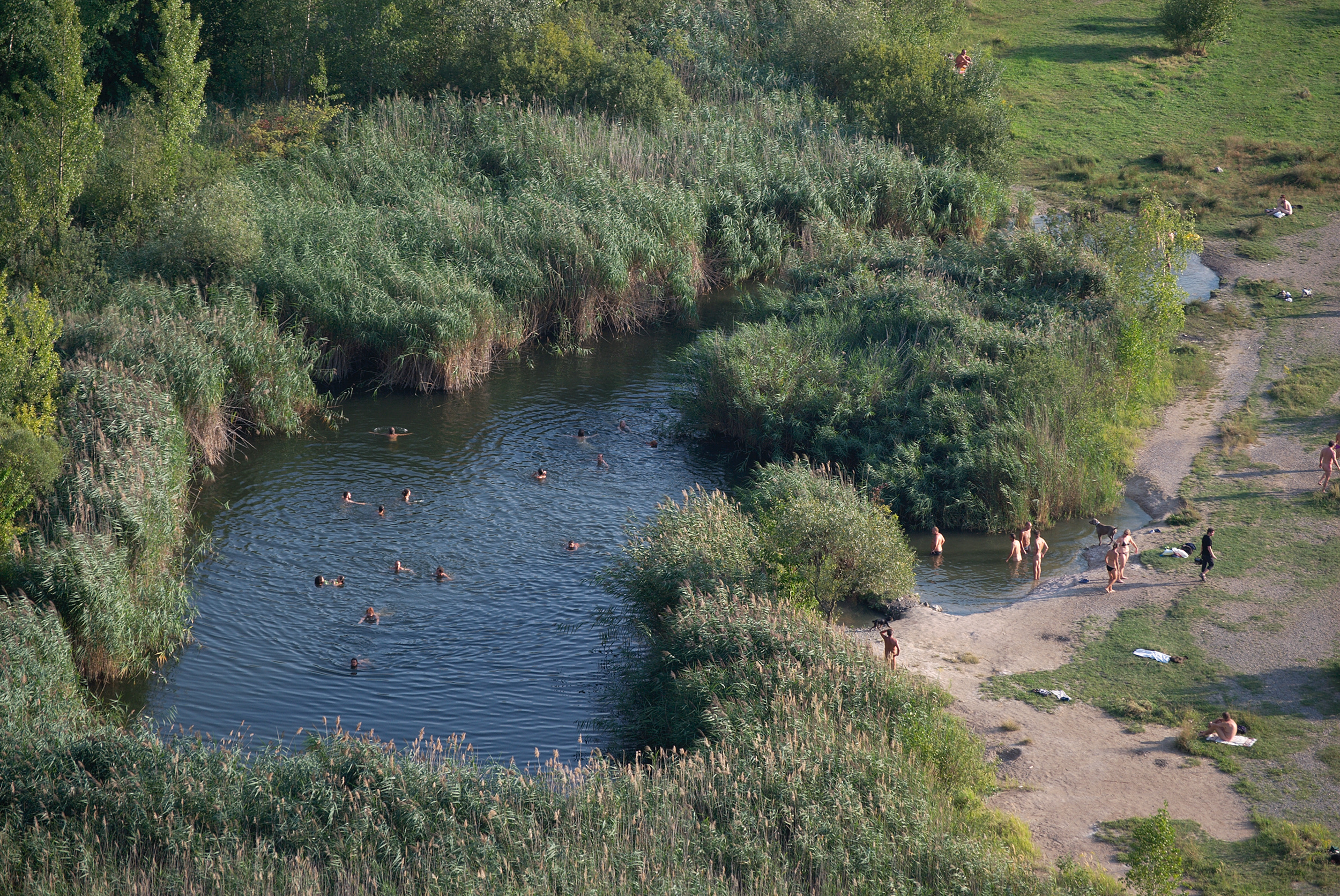
Pohled na Hluboké jezírko v Růženině lomu, s koupajícími se lidmi, ze skály od severu
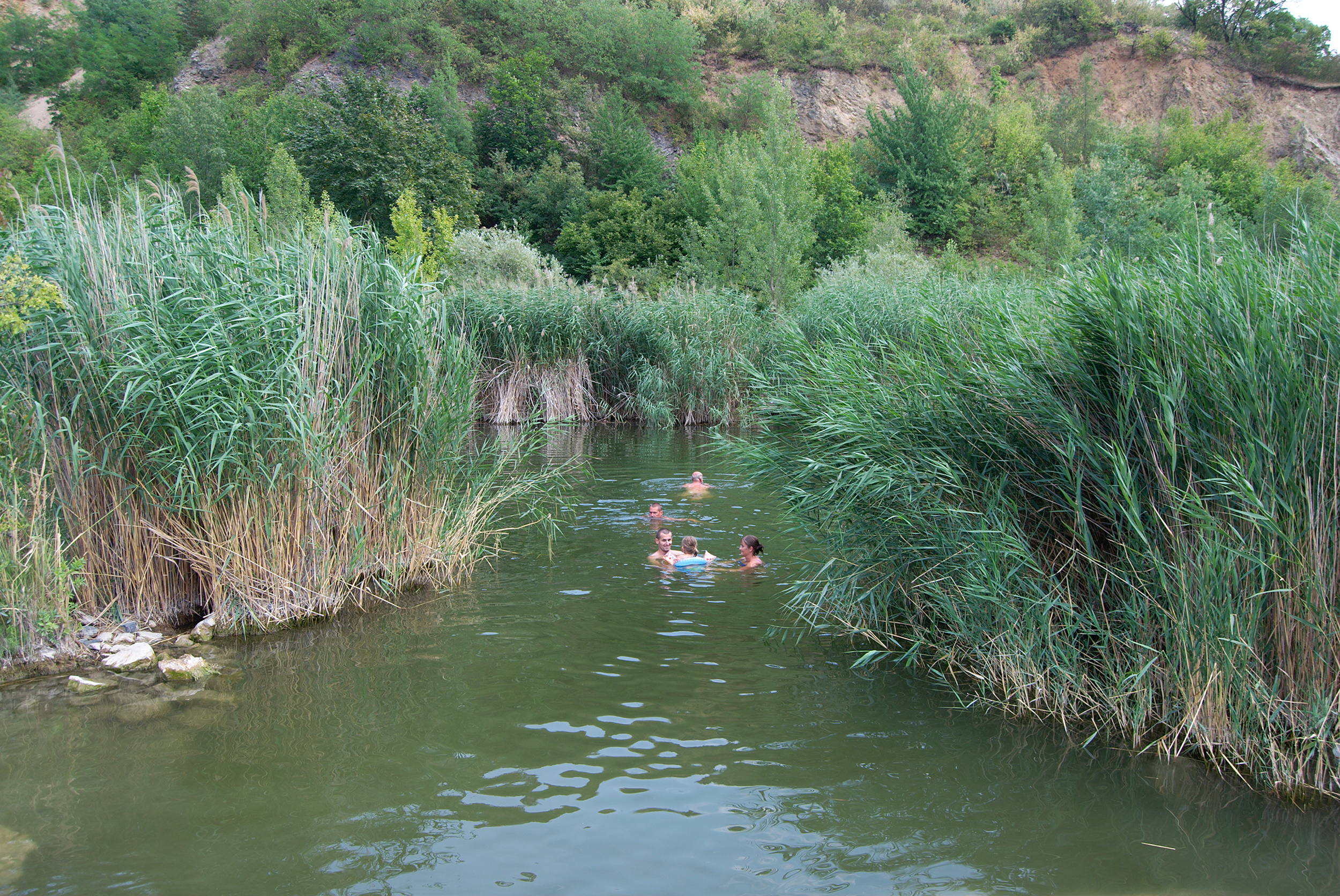
Lidé koupající se v Hlubokém jezírku
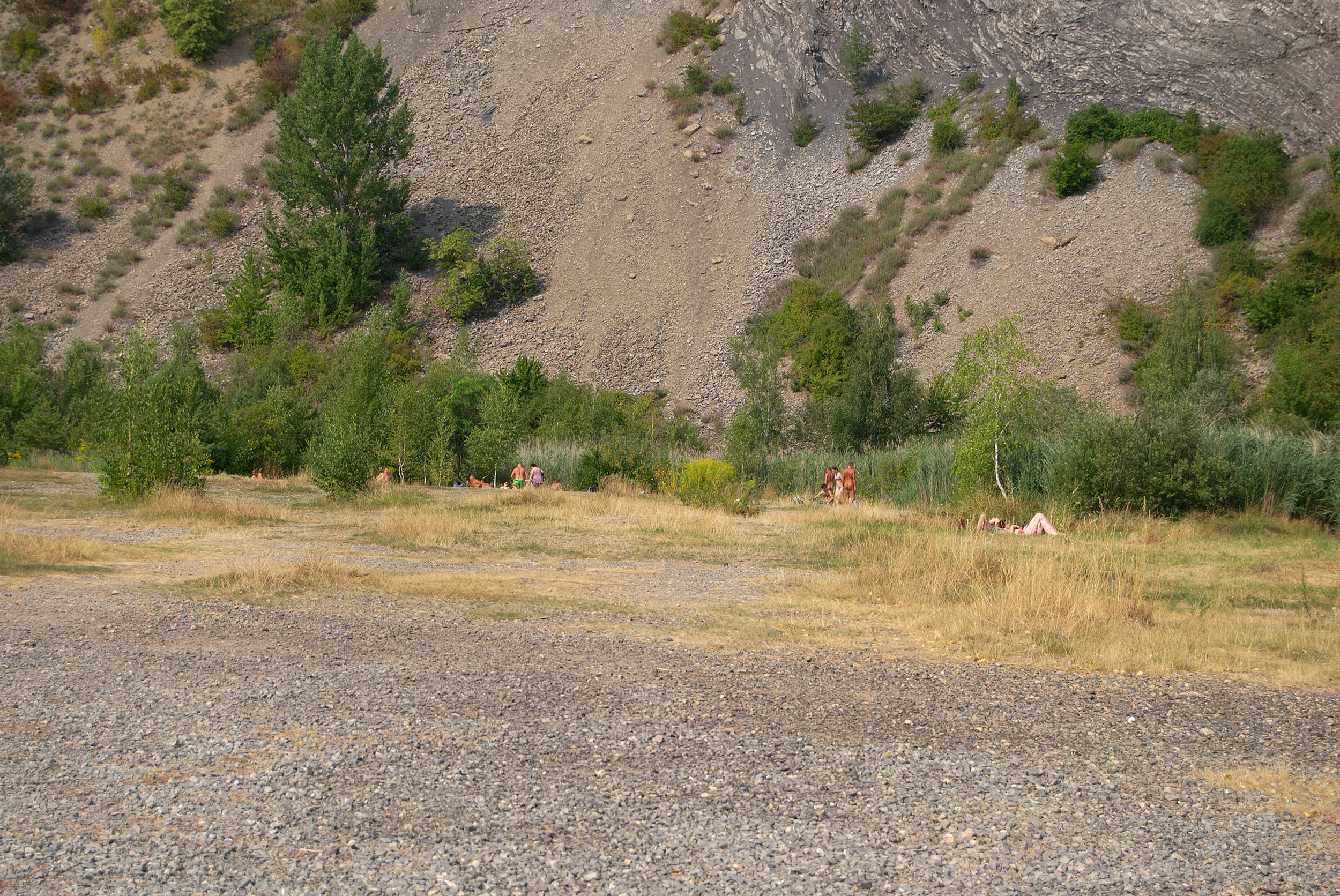
Nudisté a lidé v plavkách v Růženině lomu
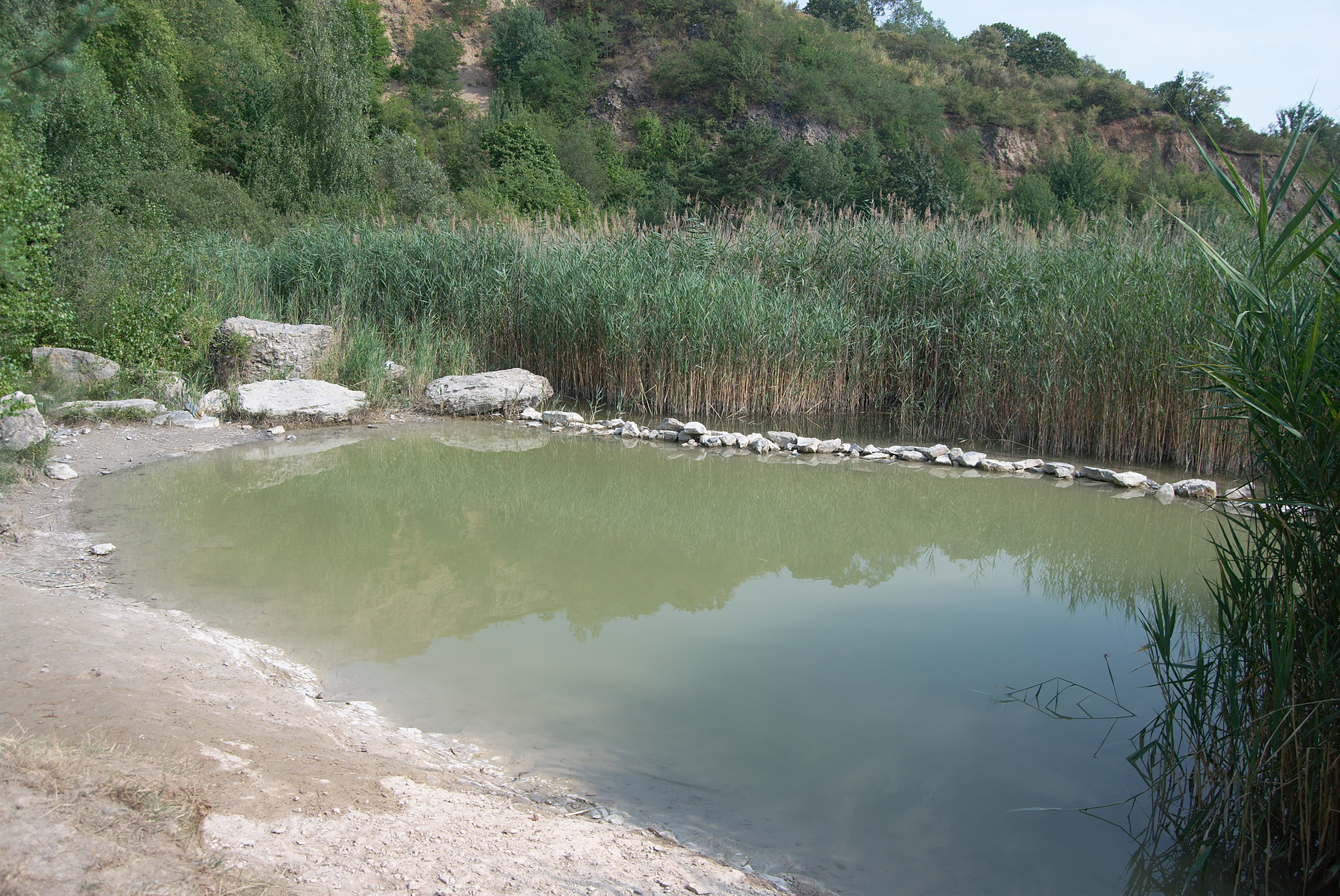
Nové jezírko v Růženině lomu
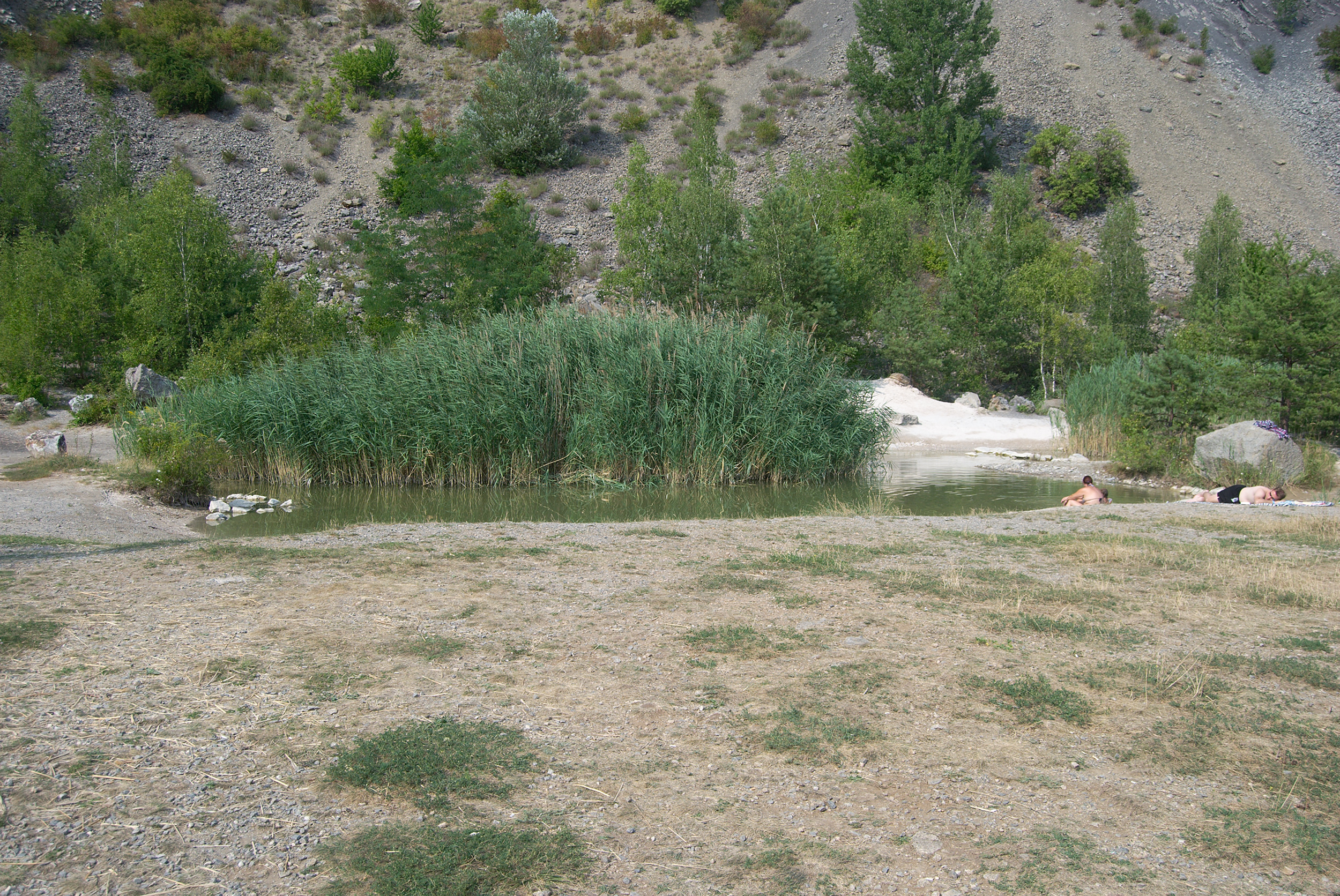
Nové jezírko v Růženině lomu
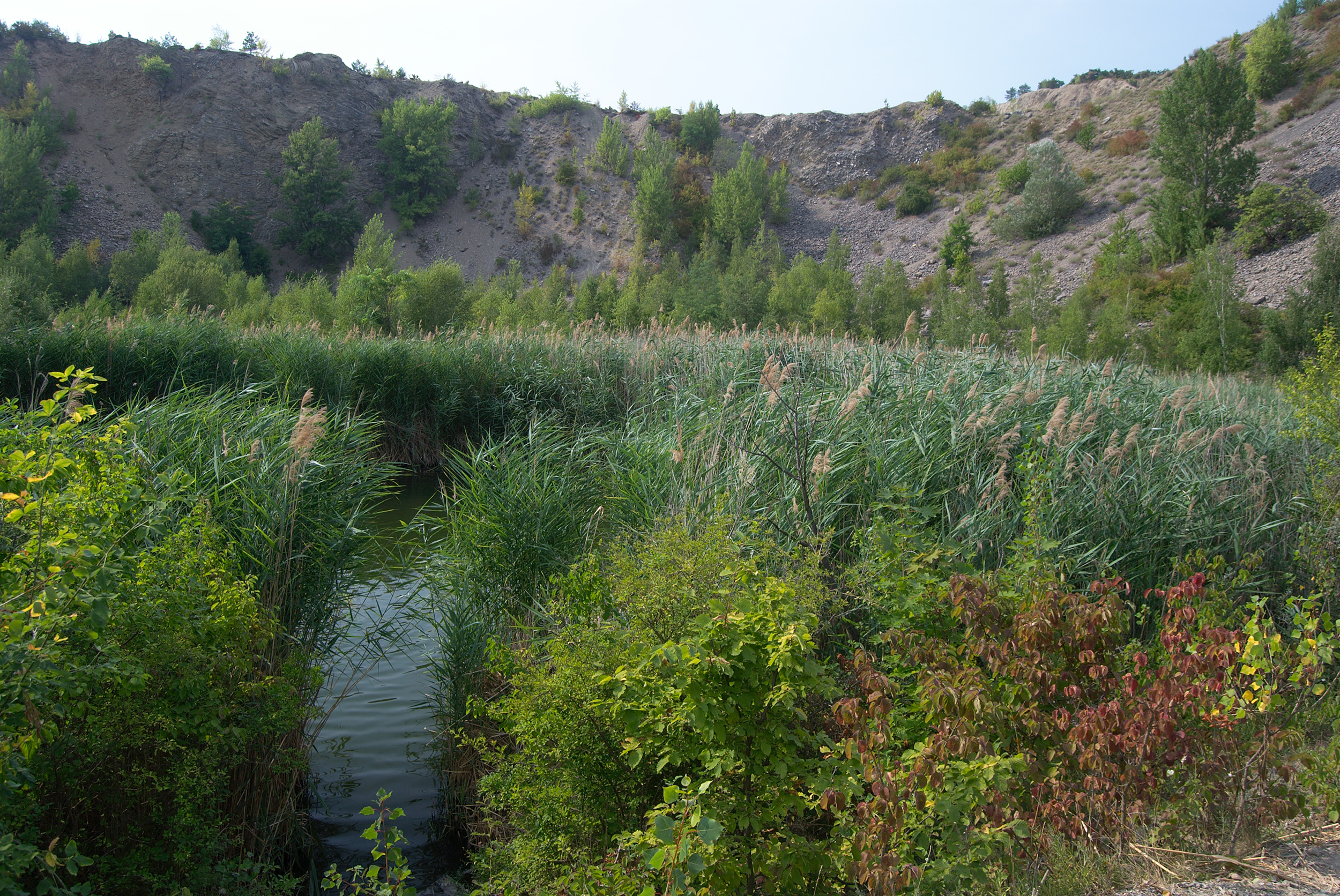
Pohled na Hluboké jezírko od východu